# Серная мазь
Серная мазь (или Серная мазь простая, лат. Unguentum sulfuratum simplex) — фармакопейная мазь, лекарственное средство, применяемое главным образом для борьбы с возбудителями чесотки у людей, а также в ветеринарии.

## Описание препарата
Серная мазь — суспензионная мазь на эмульсионной основе. Готовить её на простом вазелине нельзя. Фармакопея разрешает использовать свиной жир (см. Гидрофобные мазевые основы), однако чаще всего используют «Основу Кутумовой»: вазелин (6) + эмульгатор Т-2 (1) + вода (3).
Подавляющее большинство фармакопейных мазей готовят в концентрации 10 % серы (серы осаждённой либо же очищенной), однако серная мазь изготавливается и в концентрации 33,33 %. Состав мази (на 30 г): серы (10 г) + основы (20 г).

### Технология производства мази
Мазь может быть изготовлена на одной из гидрофобных основ:
- При использовании основы Кутумовой, в фарфоровой чашке на водяной бане расплавляют эмульгатор Т-2, к нему добавляют вазелин. Полученный расплав переносят в теплую ступку и постепенно при перемешивании вливают горячую воду. Серу вводят по типу суспензии по правилу Дерягина.

- При использовании свиного жира, в теплой ступке измельчают серу и диспергируют по правилу Дерягина с 5 г свиного жира (так как твердой фазы по прописи более 5 %), затем добавляют оставшийся свиной жир и перемешивают до однородной массы.

## Фармакология

### Фармакологическое действие серной мази
Мазь оказывает антисептическое (обеззараживающее) действие.

### Показания к применению
Чесотка, себорея (заболевание кожи, связанное с нарушением функции сальных желез), микоз (общее название заболеваний, вызываемых паразитарными грибками), псориаз и другие кожные заболевания.

### Способ применения
Мазь наносят на кожу кроме головы (лицо и волосы), тщательно втирают. Особое внимание уделяют труднодоступным местам (половые органы, подмышки, локти, между пальцами рук и ног).